# Lijst van Hoogeveners
Deze lijst van Hoogeveners betreft personen uit de Nederlandse plaats Hoogeveen. 

## Geboren in Hoogeveen

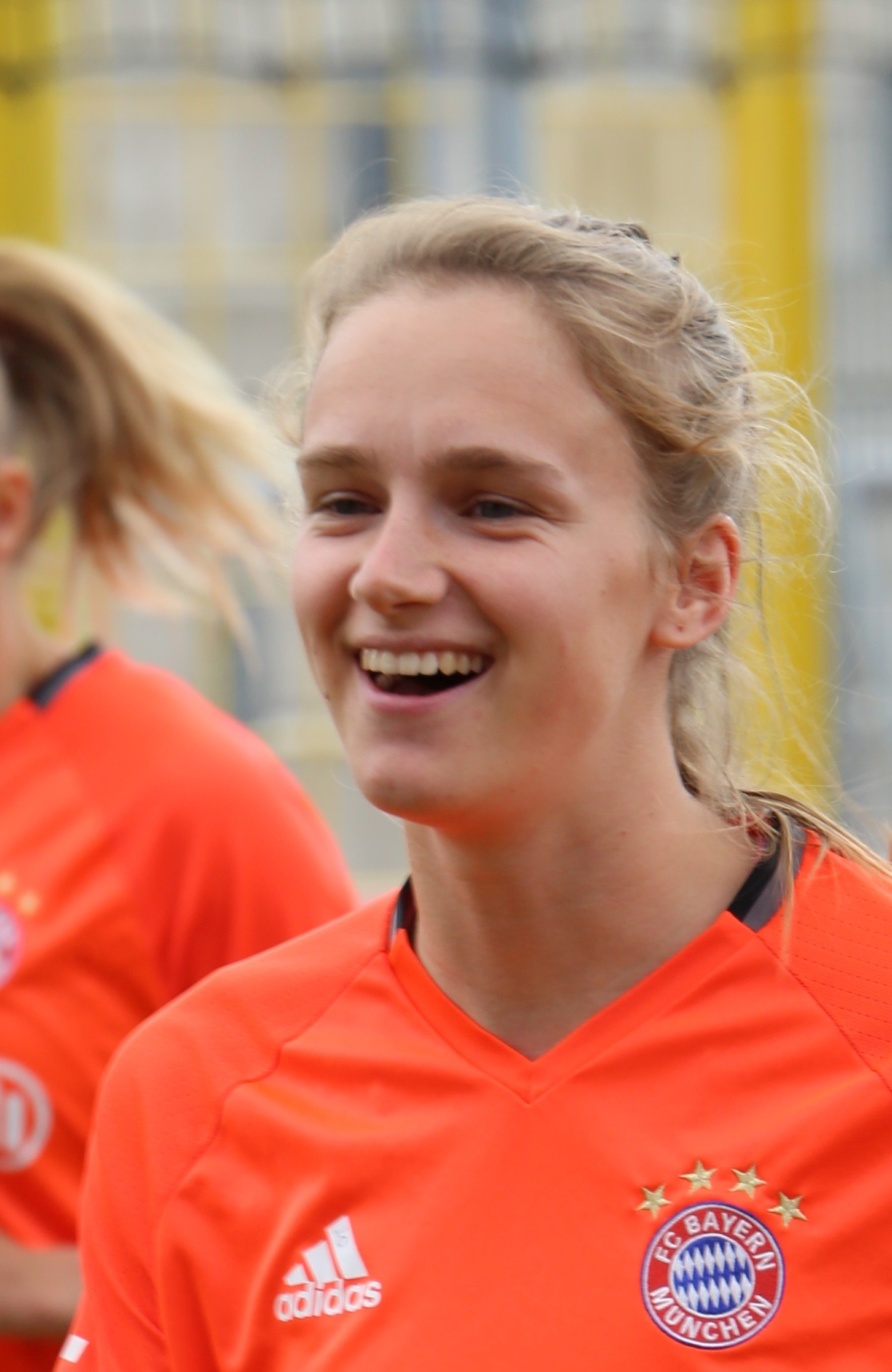
Vivianne Miedema,
geboren in 1996

- Albert van Aalderen (1892–1982), verzetsstrijder tijdens de Tweede Wereldoorlog
- Jantje van Aalderen-Koster (1896–1967), verzetsstrijder tijdens de Tweede Wereldoorlog
- Jos van Aalderen (1909–1988), chef-staf van de Binnenlandse Strijdkrachten en wethouder (1958-1973)
- Anne van Amstel (1974), schrijfster en dichteres
- Albert Bakker (1898–1967), burgemeester
- Erik Bakker (1990), voetballer
- Herman Bavinck (1854–1921), gereformeerd theoloog, predikant en politicus
- Jet Berdenis van Berlekom (1920–2010), verzetsstrijdster tijdens de Tweede Wereldoorlog
- Jurgen van den Berg (1964), journalist
- Ingmar Berga (1984), marathonschaatser skeeleraar
- Roeland ten Berge (1977), voetbaltrainer
- Janwillem Blijdorp (1957), kinderboekenschrijver
- Klaas de Boer (1865–1943), onderwijzer en samensteller van de liedbundel Kun je nog zingen, zing dan mee
- Jan Bols (1944), schaatser
- Lea Bouwmeester (1979), politicus
- Jan Buikema (1944–2008), politicus
- Albertus Bruins Slot (1865–1930), politicus
- Hendrik Jan Carsten (1817–1908), politicus
- Hugo Christiaan Carsten (1772–1832), schulte en gedeputeerde van Drenthe
- Hugo Christiaan Carsten (1801–1881), burgemeester
- Lambertus Carsten (1820–1868), burgemeester en notaris
- Erik Dekker (1970), wielrenner
- Rense Haveman (1957), botanicus
- Tonnie Heijnen (1967), tafeltennisser
- Willem Jan Hendrik Hoen (1882–1959), burgemeester van Warffum
- Marc Houtzager (1971), springruiter en winnaar olympisch zilver in Londen met het Nederlandse team
- Rob Houwer (1937–2025), filmproducent
- Jill de Jong (1982), fotomodel
- Freek de Jonge (1915–1949), verzetsman tijdens de Tweede Wereldoorlog
- Erikah Karst (1972), zangeres
- René Karst (1966), zanger
- Immigje Kiers (1892–1982), verzetsstrijder tijdens de Tweede Wereldoorlog
- Bert Klaver (1958), algemeen directeur van RTL Nederland Broadcast Operations
- Jetta Klijnsma (1957), politica, staatssecretaris van Sociale Zaken en Werkgelegenheid in het kabinet-Balkenende IV en Commissaris van de Koning in Drenthe
- Hendrik Koekoek (1912–1987), landbouwer en politicus
- Brian Leepel (1981), voetballer
- Leopold van Limburg Stirum (1758–1840), militair gouverneur van Den Haag tijdens en na de Franse Tijd
- Samuel John van Limburg Stirum (1754–1824), militair en politicus
- Marcel Luppes (1971), wielrenner
- Albert Metselaar (1959), historicus van Hoogeveen e.o.
- Ron Meulenkamp (1988), darter
- Vivianne Miedema (1996), voetbalster
- Egbert Mos (1922–1990), tuin- en landschapsarchitect
- Anne Mulder (1969), politicus
- Henk Mulder (1927–1998), politicus
- Jan Naber (1923–1957), verzetsheld
- Frans Niemeijer (1937–1988), politicus
- Jan van Noord (1930–2000), politicus
- Henry Odutayo (1996), voetballer
- Bert Paasman (1939), literatuurwetenschapper en surinamist
- Dave Padding (1996), voetballer
- Ronnie Potsdammer (1922–1994), cabaretier, schrijver, dichter en chansonnier
- Ramiks (1989), muziekproducent
- Michel Ratuohaling (1971), voetballer
- Antoinnette Scheulderman (1975), journalist, schrijver
- Erik-Jan Slot (1977), filmproducent en acteur
- Klaas Smid (1960), politicus
- Albert Steenbergen (1814–1900), schrijver en schilder
- Adriaan Stoet (1965), violist
- Jens Jurn Streutker (1993), voetballer
- Mark Strolenberg (1979), politicus
- Marius Tonckens (1865–1957), burgemeester
- Betty Trompetter (1917–2003), verzetsstrijder
- Jan Veldkamp (1868–1946), onderwijzer en samensteller van de liedbundel Kun je nog zingen, zing dan mee
- Arend de Vries (1882–1959), onderwijzer, redacteur, politicus en omroepvoorzitter (VARA)
- Patrick Wessels (1989), acteur en cabaretier
- Jan Wessel Wessels Boer (1860–1929), kantonrechter
- Marieke Westenenk (1986), actrice
- Nande Wielink (1998), voetballer
- Ronald IJmker (1981), organist, pianist en componist

## Woonachtig geweest in Hoogeveen
- Henny van Andel-Schipper (1890–2005), vanaf 29 mei 2004 tot haar overlijden op 30 augustus 2005 werd aangenomen dat ze de oudste mens op Aarde was
- Joop Bakker (1921–2003), politicus
- Jan Liebbe Bouma (1889–1971), politicus
- Jan de Groote (1911–1989), politicus
- Evert Hartman (1937–1994), schrijver
- Andreas Gerrit Jacobsen (1806–1868), 19e-eeuws romantisch schilder van met name landschappen
- Johannes Kapteyn (1870–1949), hoogleraar
- Piet Kooiman (1891–1959), verzetsstrijder en huisarts
- Leendert Lafeber (1894–1967), verzetsstrijder
- Salomo Polak (1879–1942), koopman en gemeenteraadslid van Joodse komaf
- Albert Jan Rozeman (1914–1944), verzetsheld
- Tobias Schatz (2004), Content Creator, Muzikant
- Gerrit Taverne sr. (1908–1998), predikant
- Joris Tjebbes (1929–2001), zwemmer
- Merel Ek (1995), politiek verslaggever

Alkmaar · 
Almelo ·
Almere · 
Alphen-Chaam · 
Alphen aan den Rijn ·
Amersfoort · 
Amstelveen · 
Amsterdam · 
Apeldoorn · 
Arnhem · 
Assen ·
Baarn · 
Bergen op Zoom · 
Bilthoven · 
Bolsward · 
Boxtel · 
Breda · 
Bredevoort · 
Brunssum · 
Bussum · 
Delft ·
Den Haag ·
Den Helder · 
Deurne · 
Deventer · 
Doetinchem ·
Dokkum · 
Dordrecht · 
Drachten · 
Ede · 
Eindhoven · 
Emmen · 
Enschede · 
Franeker · 
Geleen · 
Gouda · 
Groenlo ·
Groningen · 
Haarlem · 
Harlingen ·  
Heemstede · 
Heerenveen · 
Heerlen · 
Helmond · 
Hengelo · 
's-Hertogenbosch · 
Hilversum · 
Hoogeveen · 
Hoorn · 
Horst ·
Kampen · 
Kerkrade · 
Leerdam · 
Leeuwarden · 
Leiden · 
Lelystad · 
Maastricht · 
Meppel ·  
Middelburg  ·
Nijkerk · 
Nijmegen · 
Oldenzaal · 
Ommen · 
Oss · 
Rijswijk (Zuid-Holland) · 
Roosendaal · 
Rotterdam · 
Schiedam · 
Sittard · 
Sittard-Geleen · 
Sneek · 
Soest · 
Stadskanaal · 
Tegelen · 
Tiel · 
Tilburg · 
Urk · 
Utrecht · 
Veenendaal · 
Veghel · 
Venlo · 
Venray · 
Vlaardingen · 
Vlissingen · 
Wageningen · 
Warnsveld · 
Weert · 
Winschoten · 
Woerden · 
Zeist · 
Zierikzee · 
Zoetermeer · 
Zutphen · 
Zwolle